# Segle 21
Segle 21, abreujat com a S21 fou un partit polític andorrà d'ideologia conservadora el 2003 i el 2005. La formació es va fusionar amb el Centre Demòcrata Andorrà (CDA) per a crear el partit Nou Centre.
Les primeres eleccions a les quals es va presentar el partit foren les comunals de 2003, aconseguint només tres consellers comunals a tot el país, que corresponien a Sant Julià de Lòria amb la llista encapçalada per n'Albert Casal Duró. Posteriorment, S21 es presentà a les eleccions generals de 2005 en coalició amb altra formació conservadora: el Centre Demòcrata Andorrà (CDA), presentant com a candidat a n'Enric Tarrado Vives. La coalició només va aconseguir vora un 9 percent del vot i dos escons. El mateix any 2005, el partit es fusionà amb el Centre Demòcrata Andorrà per tal de crear un nou partit: el Nou Centre.

## Resultats electorals
Consell General
| Elecció | Vots  | %    | Escons | +/– | Posició | Candidat            | Govern   |
| ------- | ----- | ---- | ------ | --- | ------- | ------------------- | -------- |
| 2005    | 2.487 | 9,65 | 2 / 28 | Nou | 3r      | Enric Tarrado Vives | Oposició |

Comunals
| Elecció | Vots | %   | Escons | +/– | Posició |
| ------- | ---- | --- | ------ | --- | ------- |
| 2003    | 685  | 6,3 | 3 / 82 | Nou | 4t      |